# أكونيت موشم
أكونيت مُوَشَّم أو أكونيت مُبَرْقَش (الاسم العلمي Aconitum variegatum)، من أنواع الأكونيت الصيفية من فصيلة الحوذانية يعلو 180 سم.
أزهاره إلى اللون الأزرق البنفسجي التي تنقلب إلى الأزرق. يتميز عن قاتل النمر بساقة الطرية المتفرعة، وهو ينتشر مثله في الأماكن ذاتها
تقريبًا، ويتحلى بخصائصه الطبية عينها.
يؤخذ العقار من جذور Aconiti tuber في الفرماكوبيات المخزنية، التي تُجمع أثناء الازهرار. يؤخذ من الأوراق تبعًا لبعض المؤلفين.
إن خصائص الأكونيت العلاجية والفرماكولوجية تختلف تبعًا لمختلف الطرق التي تجتمع فيها قلويداتها، إن سمية الأكونيت العالية جدًا
تستوجب استعماله بحذرٍ كبير جدًا وبإشراف طبي في كل حين.